# Elżbieta z Turyngii
Elżbieta z Turyngii, Elżbieta Węgierska (ur. 1207 w Pożoniu lub w Sárospatak, zm. 17 listopada 1231 w Marburgu) − księżniczka węgierska, tercjarka franciszkańska, święta Kościoła katolickiego.

## Życiorys
Elżbieta Węgierska była trzecim dzieckiem króla Węgier Andrzeja II z dynastii Arpadów i Gertrudy z Meran (siostry św. Jadwigi Śląskiej i Agnieszki, królowej Francji).
W wieku 4 lat ówczesnym zwyczajem została zaręczona z Ludwikiem IV, synem Hermana, hrabiego-palatyna saskiego i landgrafa Turyngii. Udała się wtedy do Turyngii i zamieszkała na zamku w Wartburgu. Ślub obojga odbył się dopiero 10 lat później, kiedy Elżbieta miała zaledwie 14 lat. W następnych latach urodziła troje dzieci: Hermana, Zofię i Gertrudę.
Od 1225, zgodnie z życzeniem męża, spowiednikiem i kierownikiem duchowym Elżbiety został Konrad z Marburga, kaznodzieja i inkwizytor. Duchowny z jednej strony kładł pewne granice uczynkom miłosierdzia świętej. Obawiał się także jej praktyk ubóstwa, inspirowanych życiem współczesnych jej świętych Franciszka i Klary. Przypominały mu jednak zbytnio ascezę grup heretyckich (gnostyckich). Z drugiej strony oczekiwał, że nie będzie jadła potraw dworskich, pochodzących z niepewnego źródła, tzn. z danin niesprawiedliwie ściąganych od chłopów. Elżbieta praktykowała z tego powodu wiele postów. Blisko zamku zbudowała szpital, w którym sama usługiwała chorym i ubogim, często spłacając ich długi.
Po 6 latach małżeństwa w 1227 zmarł jej mąż podczas wyprawy krzyżowej do Ziemi Świętej. Elżbieta została odsunięta od życia dworskiego przez regenta jej małoletniego syna, Henryka Raspe, opuściła zamek w Wartburgu i przeniosła się do Eisenach.
Po śmierci męża, z obawy przed rozrzutną wdową, próbowano pozbyć się jej z zamku, nie było dla niej i jej dzieci miejsca także w Wartburgu. Dopiero, gdy towarzysze męża wrócili z wyprawy krzyżowej, ujęli się za nią. Rodzina proponowała jej nowe, korzystne małżeństwo. Elżbieta jednak w Wielki Piątek 1229. w kaplicy zamku w Wartburgu, do którego wróciła na jakiś czas, złożyła na ręce franciszkanów ślub wyrzeczenia się własnej woli, w służbie ubogich i chorych. Następnie, wbrew woli Konrada (jej spowiednika), przeniosła się do Marburga, gdzie zbudowała nowy szpital, pod wezwaniem św. Franciszka, niedawno kanonizowanego. Konrad próbował wprowadzić ład w jej żywiołową posługę, ograniczając ilość rozdawanej jałmużny i liczbę chorych, którym sama usługiwała. Chciał ją uchronić przed zarażeniem, co niestety stało się faktem, wcześniej niż myślał. 17 listopada 1231 zmarła w wieku zaledwie 24 lat. Jej ostatnie słowa przed śmiercią, gdy zbliżała się północ, brzmiały: "Oto godzina, kiedy Dziewica porodziła swe Dzieciątko!".
Za sugestią Konrada, i z polecenia papieskiego, przeprowadzono badania tych, którzy zostali uzdrowieni przy jej grobie pomiędzy sierpniem 1232. i styczniem 1235. Wyniki badań zostały uzupełnione krótkim żywotem przyszłej świętej i świadectwami służebnic i towarzyszek Elżbiety (Libellus de dictis quatuor ancillarum s. Elizabeth confectus). Została kanonizowana przez papieża Grzegorza IX.

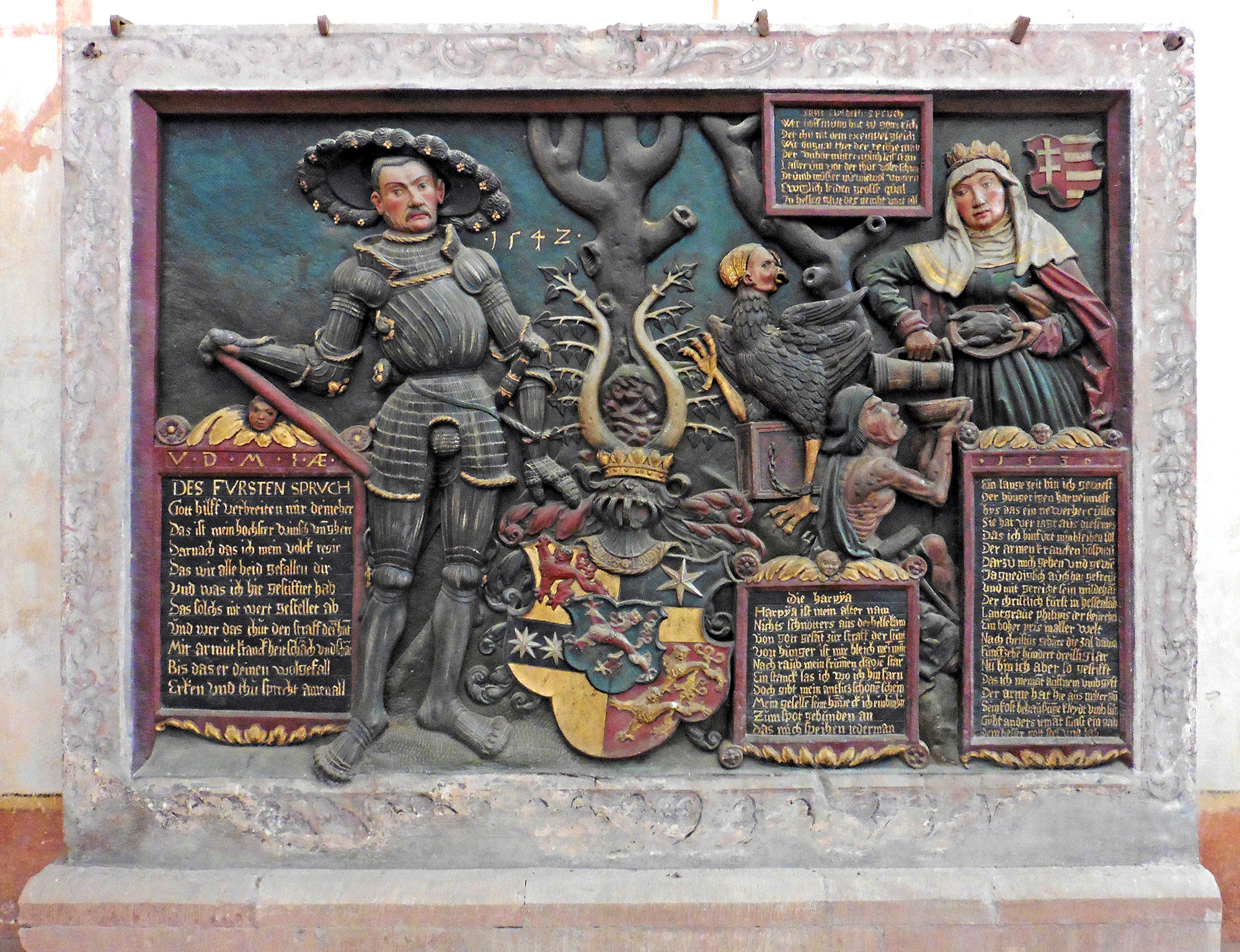
Epitafium Filipa i Elżbiety (Haina)

Jej ciało złożono w złotym grobowcu, zachowanym do dziś dnia w Marburgu w kościele pod jej wezwaniem.
W okresie Reformacji jej własny potomek, Landgraf Filip I  "Wielkoduszny" z Hesji, wyjął i rozrzucił jej doczesne szczątki. Elizabethkirche jest obecnie kościołem protestanckim, kaplica Elżbiety z relikwiarzem jest dostępna dla modlitwy katolickiej.
Marburg stał się centrum Zakonu krzyżackiego, który przyjął Świętą za swą drugorzędną patronkę.
W 1228. złożyła śluby jako jedna z pierwszych tercjarek franciszkańskich. Oddała się całkowicie modlitwie, pokucie i uczynkom miłosierdzia. Sprowadziła z rodzinnych Węgier do Turyngii zakonników św. Łazarza. W Marburgu ufundowała przytułek dla opuszczonych, gdzie codziennie posługiwała ubogim, prowadząc jednocześnie bardzo surowy tryb życia.
Została ogłoszona świętą przez papieża Grzegorza IX 27 maja 1235.
Patronka zgromadzenia elżbietanek oraz elżbietanek cieszyńskich.

## Kult po śmierci
Na jej grobie Zakon Krzyżacki wzniósł Kościół św. Elżbiety w Marburgu, który jest jednym z najstarszych gotyckich kościołów w Niemczech. Sława jej świętości była tak wielka, że jej grób zaraz po jej śmierci stał się celem licznych pielgrzymek. W związku z tym, że Marburg stał się miastem protestanckim, w XIX wieku szczątki św. Elżbiety przeniesiono do Andechs w katolickiej Bawarii.
Krótko po kanonizacji kult świętej stał się popularny w ówczesnym królestwie Węgier, gdzie nazywano ją "Elżbietą Węgierską" lub "Elżbietą wdową". Poświęcony jest jej m.in. największy gotycki kościół (i największa świątynia katolicka w ogóle) na Słowacji – katedra św. Elżbiety w Koszycach.
We Wrocławiu znajduje się kościół pod wezwaniem św. Elżbiety Węgierskiej, który został konsekrowany 19 listopada 1257 roku przez biskupa Tomasza I (zwany Farą Elżbietańską lub kościołem Garnizonowym). W styczniu 1991 Jan Paweł II dekretem Kongregacji ds. Biskupów, przywrócił w Polsce, po przeszło pięćdziesięcioletniej przerwie Ordynariat Polowy Wojska Polskiego. Parafia cywilno-wojskowa św. Elżbiety we Wrocławiu została erygowana 15 marca 1998, a 31 maja 2003 roku Jan Paweł II nadał mu status bazyliki mniejszej.
2007 został ogłoszony przez Kościół katolicki "Rokiem św. Elżbiety Węgierskiej" (osiemsetna rocznica narodzin). W Niemczech obchody były organizowanie wspólnie przez kościoły katolicki i ewangelicki. Rok jubileuszowy zainaugurował w bazylice św. Piotra w Rzymie prymas Węgier – kardynał Péter Erdő.
Wspomnienie liturgiczne obchodzone jest 17 listopada, w dzień śmierci świętej.

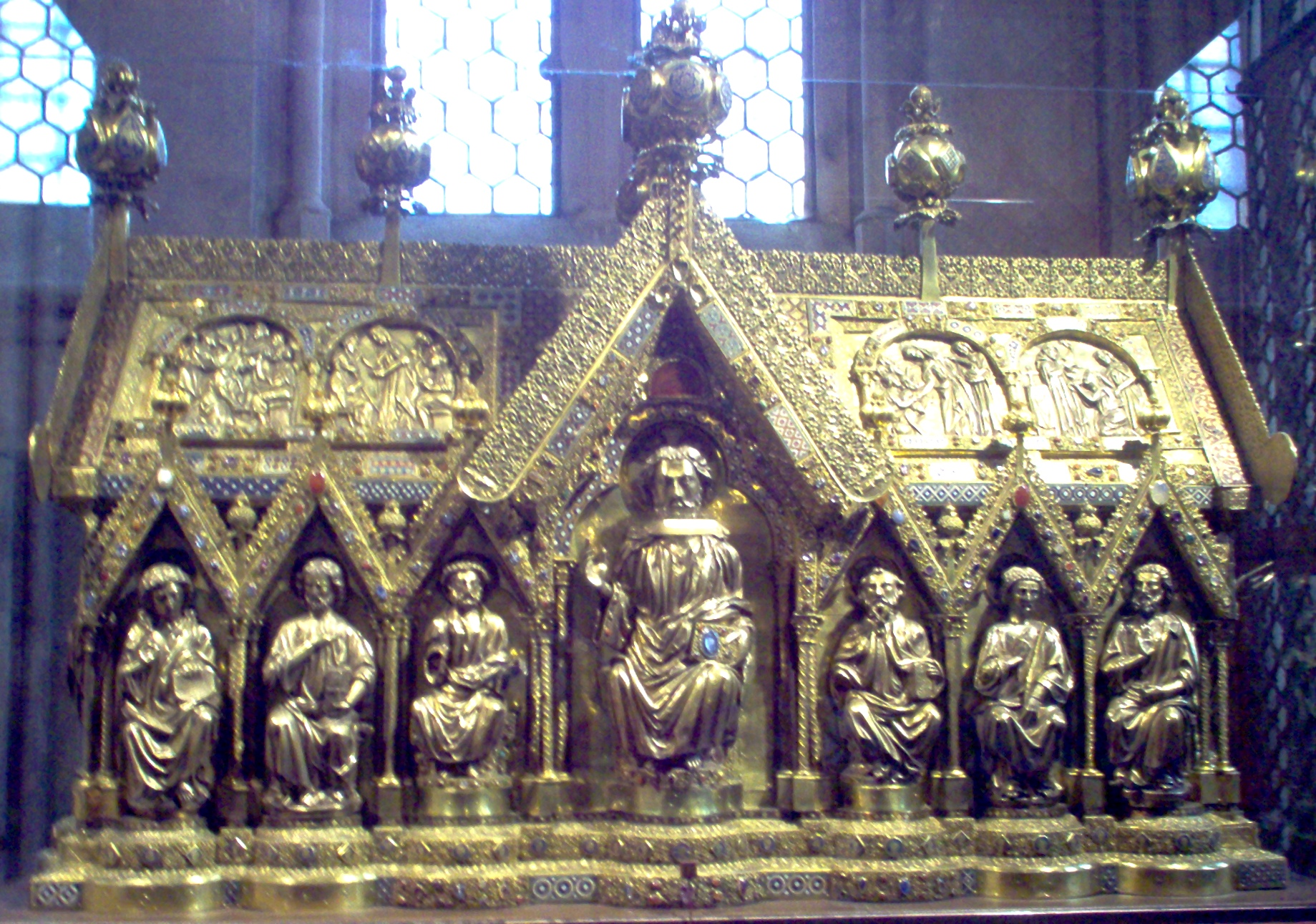
Relikwiarz św. Elżbiety w kościele w Marburgu
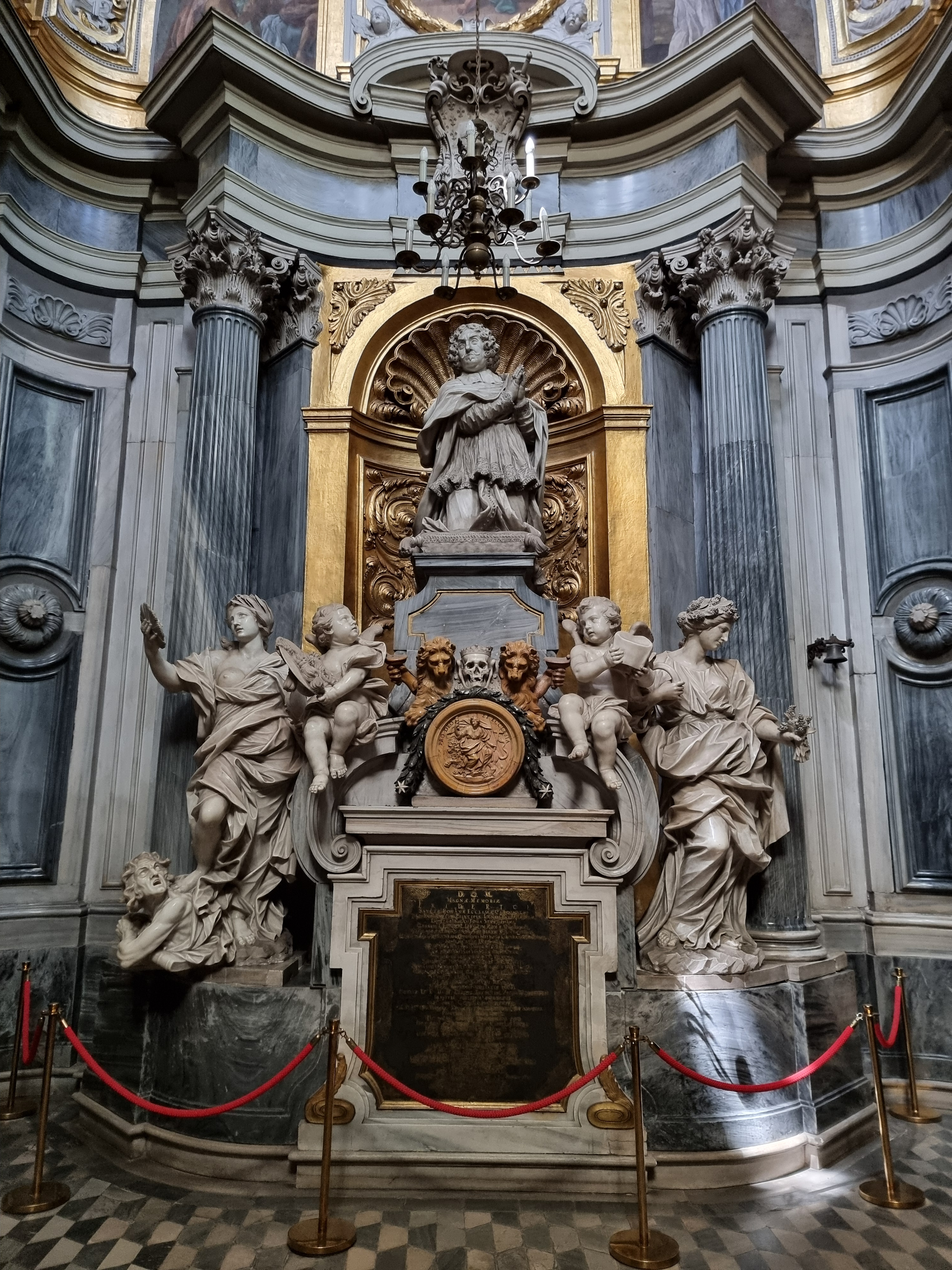
Kaplica św. Elżbiety w katedrze wrocławskiej
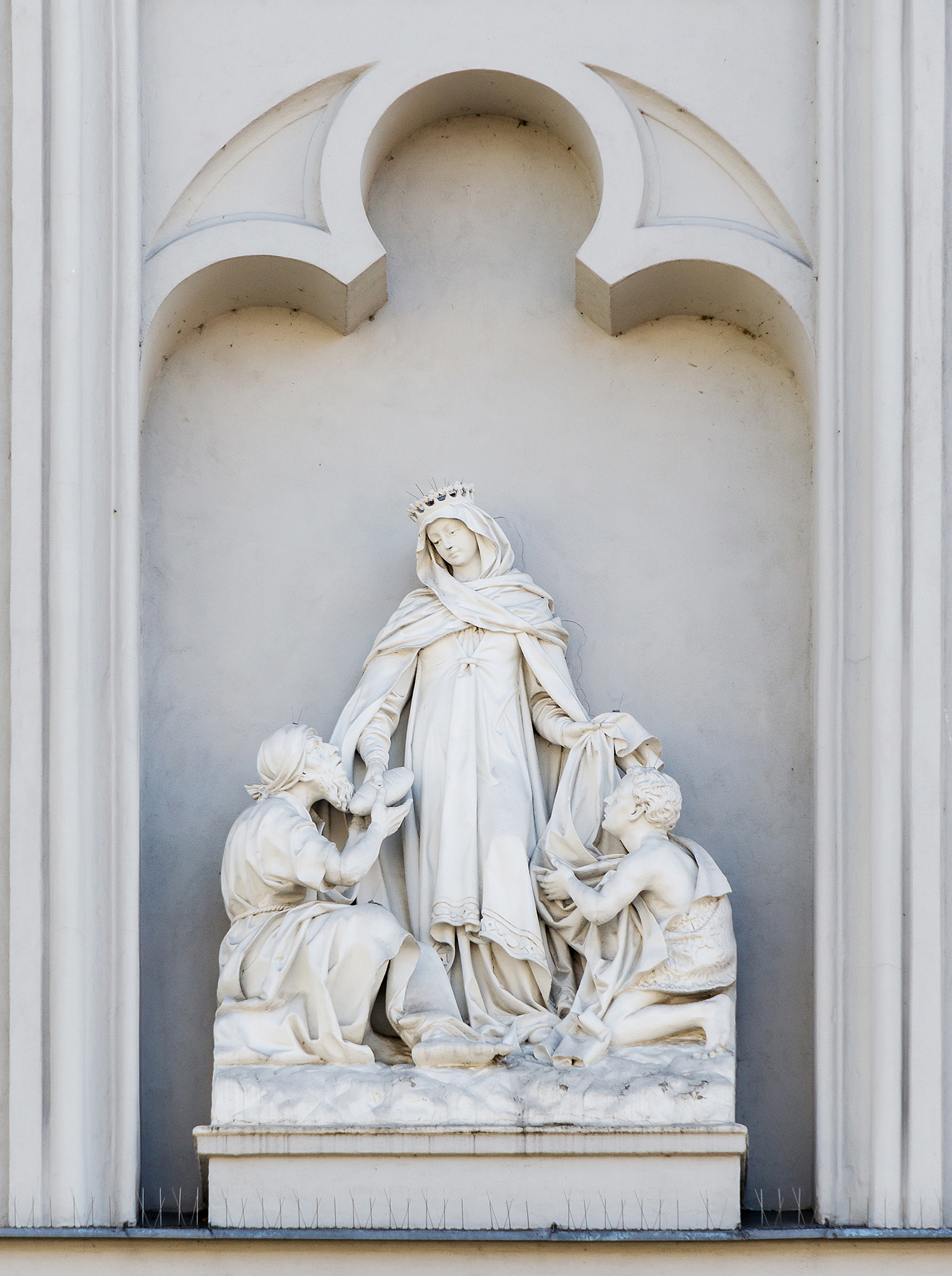
Figura świętej w Nysie
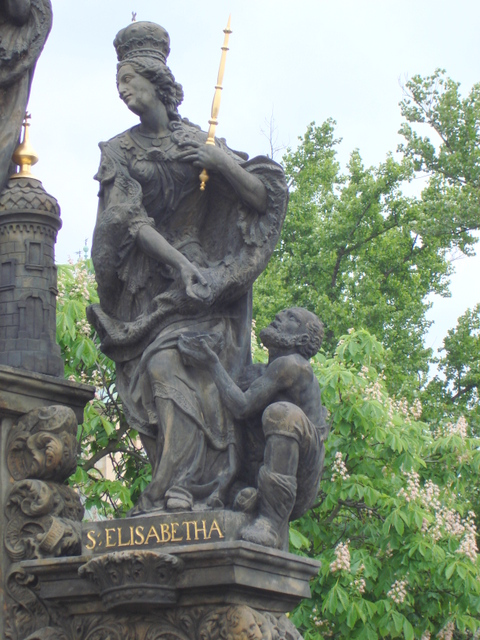
Figura świętej na moście Karola